# Nances Creek
Nances Creek est un census-designated place situé dans l’État américain de l'Alabama, dans le Comté de Calhoun.

## Démographie
| 2000 | 2010 | - | - | - | - |
| ---- | ---- | - | - | - | - |
| 366  | 407  | - | - | - | - |